# Guillermo Bonetto
Guillermo Martín Bonetto (Don Torcuato, Buenos Aires; 29 de julio de 1968) es un cantante, músico y compositor de reggae argentino. Es reconocido por ser el vocalista y líder de la agrupación de reggae, Los Cafres desde 1987.

## Biografía
Originario de Don Torcuato, comenzó su carrera siendo percusionista de Los Pericos. Paralelamente, formó a Los Cafres, de la que era vocalista y guitarrista al mismo tiempo. Los Cafres hicieron un paréntesis en 1989, que se extendió hasta 1992, cuando Bonetto pasó a ser solo vocalista.